# Jahrmarkt (Film)
Jahrmarkt (Carny) ist ein US-amerikanisches Filmdrama von Robert Kaylor aus dem Jahr 1980. Die Hauptrollen spielten Gary Busey, Jodie Foster und Robbie Robertson.

## Handlung
Die 18-jährige Donna arbeitet als Kellnerin in einem Diner und wird in der Einöde ihrer Heimat in der US-amerikanischen Provinz immer unzufriedener. Mit ihrem Freund Mickey, mit dem sie nicht mehr glücklich ist, besucht sie den Jahrmarkt (einen Carnival) in ihrem Heimatort. Mickey wird von Frankie, einem der Schausteller an der Bozo-Bude, beleidigt und reagiert aggressiv auf die Sprüche des Bozo. Frankie „liest“ Donna aus der Hand und wahrsagt ihr sowohl ihren Namen als auch ihr Sternzeichen. Später gibt er zu, dass er dazu psychologische Tricks benutzt hat. Donna beschließt, mit der Jahrmarktstruppe durchzubrennen.
Am nächsten Tag verlässt sie ihren Freund, ihre Eltern und ihren Arbeitsplatz und schließt sich der Truppe an, was besonders bei Frankies bestem Freund und Kollegen Patch auf Unverständnis stößt. Er begegnet Donna im Folgenden mit offener Feindseligkeit. Frankie gelingt es, Donna einen Job als Tänzerin zu vermitteln. Widerwillig muss sie in Reizwäsche auftreten. Patch spielt Donna einen Streich: Er überredet Delno, den Besitzer der Tanzbude, sie als Stripperin anzukündigen. Als sie sich weigert, sich vor den johlenden und betrunkenen Männern auszuziehen, entsteht ein Tumult, bei dem sie bedrängt und leicht verletzt wird.
Schließlich arbeitet sie in der Fadenlosbude einer lesbischen Angehörigen des Jahrmarkts. Donna lernt die einzelnen Charaktere und Menschen des Jahrmarkts kennen und zum Teil auch lieben. Des Weiteren wird sie Zeugin, wie die Schausteller von Ort zu Ort die Stadtoberen schmieren müssen, um einen attraktiven Platz für den Rummel zu bekommen.
Der älteste Schausteller der Truppe, On-Your-Mark, feiert seinen 70. Geburtstag und verkündet, dass er sich zur Ruhe setzen wird. In einer konservativen und sittenstrengen Kleinstadt in den Südstaaten bekommen die Schausteller wegen ihrer Shows Probleme mit den Behörden. Der korrupte örtliche Geschäftsmann Marvin Dill bietet an, gegen Schmiergeld zu helfen.
Mit gespieltem Charme gelingt es Patch, Donna zu verführen. Als Frankie die beiden in flagranti erwischt, wirft Patch Donna großspurig aus seinem Bett, um sie und Frankie zu demütigen. Der in Donna verliebte Frankie lässt sich aus Frust auf einen Streit mit Schlägern aus der Stadt ein, wobei ein Teil des Rummels zerstört wird. On-Your-Mark wird bei den eskalierenden Auseinandersetzungen getötet, Frankie kommt nur knapp mit dem Leben davon.
Marvin Dill erhöht die Schutzgeldforderungen und verlangt Donna für eine Liebesnacht mit seinem Gehilfen Skeet, dem Anführer der Schläger. Um der Gemeinschaft einen Dienst zu erweisen, willigt Donna ein. Als Skeet sie jedoch mit Handschellen ans Bett fesselt und sadistische Sexpraktiken von ihr verlangt, wehrt sie sich gegen die drohende Vergewaltigung. Patch und Frankie haben sich unterdessen versöhnt und inszenieren mit Hilfe aller Schausteller eine Horrorshow, durch die es ihnen gelingt, ihre Gegner zu vertreiben. Donna erweist sich dabei als wichtiges Mitglied der Truppe und erringt letztendlich die Achtung Frankies und auch Patchs.
Am Ende zeigt sich, dass Donna in der Fadenlosbude unverzichtbar ist. Sie hat ihre anfänglichen Hemmungen abgelegt und fasst die Menschen an ihren Neigungen an, um sie zum Spielen zu bewegen. So endet der Film mit einer Szene, in der Donna zum Schein auf die Flirtversuche zweier Lesben eingeht, sie charmant dazu bringt, Geld in die Lose zu investieren und Gerta, die Budenbesitzerin, ihr aufmunternd zunickt. Donna ist in die Gemeinschaft des Jahrmarkts aufgenommen worden.

## Kritiken
Roger Ebert kritisierte in der Chicago Sun-Times vom 22. Juli 1980, die Handlung des Films sei „dünn“. Er lobte die Darstellungen von Gary Busey, Robbie Robertson und Jodie Foster.
Dave Kehr schrieb im Chicago Reader, die Charaktere seien „sentimental“. Er kritisierte die Regie von Robert Kaylor, der früher einige Dokumentarfilme drehte, wegen des Realismus der Bilder als „banal“.
Für Robert Fischer ist Jahrmarkt „ein kleiner Film ohne große Stars, ohne Autojagden und Spezialeffekte“ und „frei von stilistischen und thematischen Konzessionen jedweder Art.“ Zur Hauptdarstellerin schreibt Fischer: „In ihren engen Jeans, knappen T-Shirts, braungebrannt und das lange Haar von der Sonne gebleicht, strahlt Jodie Foster große Sinnlichkeit aus, ohne je billig zu wirken.“
Das Lexikon des internationalen Films schreibt, dass der Film „trotz einiger Längen durch eine einfühlsame, atmosphärisch stimmige Milieubeschreibung, gute Schauspieler und die ernsthafte Annäherung an die Themen Freundschaft und Liebe fesselt.“

## Hintergrund
Jahrmarkt, der erste Spielfilm des Dokumentarfilmers Robert Kaylor, gilt als eines der letzten Werke der ausgehenden Ära des New Hollywood mit seinen realistisch-sozialkritischen Filmen. Die Dreharbeiten fanden im April und Mai 1979 in Savannah (Georgia) statt. Für die zur Drehzeit 16-jährige Jodie Foster war es die erste „Erwachsenenrolle“ ihrer Karriere. Während sie in ihrem vorigen Film Jeanies Clique noch eine Jugendliche darstellte, spielt sie in Jahrmarkt eine volljährige junge Frau, die in freizügigen Szenen, darunter Bettszenen mit zwei verschiedenen Männern, zu sehen ist.
Die Welturaufführung war am 23. Mai 1980 in den USA. Jahrmarkt wurde nicht in deutschen Kinos gezeigt, daher fehlt eine FSK-Einstufung. In den USA erhielt der Film die Freigabe Restricted (für unter 17-Jährige nur in Begleitung Erwachsener zugänglich), im Vereinigten Königreich und in Australien besteht absolutes Jugendverbot, in Schweden ist der Film frei ab 15, in Finnland ab 16. In den kanadischen Provinzen schwanken die Altersfreigaben zwischen 13 (Québec) und 18 (Ontario). Die deutsche Fernsehuraufführung war am 19. Januar 1985 auf West 3.